# Pipistrellus westralis
Pipistrellus westralis là một loài động vật có vú trong họ Dơi muỗi, bộ Dơi. Loài này được Koopman mô tả năm 1984.